# Ángel Luis Bienvenida
Ángel Luis Mejías Jiménez "Bienvenida" (Sevilla, 2 de agosto de 1924-Madrid, 3 de febrero de 2007), fue un torero español llamado dandi por su elegancia. Uno de sus hermanos era Antonio Bienvenida. Creció en Madrid, a donde su familia se trasladó en 1934.

## Biografía
Su debut de luces tuvo lugar en Cuenca en 1939, con picadores en 1941 en Valladolid, y de novillero en Las Ventas en 1943, cortando una oreja. 
La alternativa se la concedió su hermano en Bogotá, en febrero de 1944 y la confirmó en Madrid, por sus hermanos Pepe y Antonio, con el toro "Rosquillero" de Sánchez Cobaleda.
En 1984, en San Sebastián de los Reyes, mató su último toro a puerta cerrada con sus familiares y amigos.
Fue miembro del Opus Dei.